# Vladimir Krstić (giocatore di football americano)
Vladimir Krstić (...) è un ex giocatore di football americano serbo, che ha giocato nel ruolo di defensive back.
È stato votato miglior offensive lineman del campionato serbo nel 2017.